# Cacai Nunes
Cacai Nunes é um violeiro, compositor, radialista e pesquisador de música popular brasileira.

## Vida e carreira
Cacai Nunes nasceu em Pernambuco, mas cresceu em Brasília.
Nunes é criador do projeto “Acervo Origens”, que mapeia a música brasileira tradicional. O acervo reunido por ele é apresentado no programa de mesmo nome que vai ao ar semanalmente pela Rádio Nacional de Brasília e é retransmitido pelas emissoras da Empresa Brasil de Comunicação e também pela Rádio Antena 2, de Lisboa.  Ele também é criador do projeto "Forró de Vitrola", em que se dedica a reunir e tocar canções clássicas do gênero. O artista viajou com o projeto por vários países da Europa.

## Discografia
- "Avesso"
- "Casa do Chapéu"[6]